# 锦绸榧螺
锦绸榧螺（学名：Oliva textilina），是新腹足目榧螺科榧螺属的一种。主要分布于中国大陆、台湾，常栖息在低潮线下。